# ヴィシャル (空母)
ヴィシャル（Vishal、 サンスクリット語で雄大を意味する）またはIAC-2 (Indigenous Aircraft Carrier 2、国産空母2号)は、インド海軍が建造を計画をしている国産2隻目（通算5隻目）の航空母艦である。

## 概要
ADS（Air Defence Ship、防空艦）計画当初はヴィクラント級を少なくとも3隻、国産で建造する予定であった。2番艦となるIAC-2は2012年起工、 2017年就役予定であったが、ヴィクラントの就役が2022年に遅延し、中国の空母就役やドローンの活躍等の世界情勢の変化により、仕様を大きく変更した新設計の空母を建造する計画となった。詳細な要求仕様は、今のところ決定していないため、IAC-2の就役は早くても30～40年代以降になる。

## 性能

### 船体
排水量はヴィクラントの設計に基づいた45,000トンで提案されていたが、その後に大きく船体規模を拡大。2012年の報道では、ヴィクラントから約25,000トン増加した65,000トンとされている。
また、IAC-2では有人戦闘機と無人機を運用できるよう設計を修正すると発表されており、これにより排水量とコスト、建造期間が節約される。

### 機関
原子力推進の採用も検討されたが、開発期間やコストの問題からIAC-2での採用は見送られることになり、ガスタービン発電機による統合電気推進が搭載されることになった。
2022年4月には、インドの統合全電気推進システム（IFEP、Integrated Full Electric Propulsion）の国産開発能力を高めるため、英仏企業のゼネラルエレクトリックパワーコンバージョンとのMoU署名が行われた。

### 航空運用
スキージャンプとアレスティング・ギアによるSTOBAR空母であったヴィクラントと異なり、カタパルト搭載したCATOBAR空母となる。当初は原子力推進が検討されていたこともあり、蒸気カタパルトとされていたが、アメリカの電磁カタパルトEMALSを視察して、採用を決定。2017年10月に当時のトランプ政権によりインドへのEMALS販売が決定された。また、国産電磁カタパルト開発も進められている。
カタパルト採用により、最新の固定翼早期警戒機E-2Dの運用が可能となる。運用中のMiG-29Kはカタパルト非対応のため運用できないが、ヴィクラント搭載機としてSTOBAR運用で選定中のF/A-18E/FとラファールMはカタパルト対応機である。非採用となったテジャス艦載型の後継として開発中のツインエンジンデッキベース戦闘機（TEDBF）や国産ステルス戦闘機AMCAの艦載型等も搭載が見込まれる。また、ドローンの運用も想定される

## 艦歴
2019年5月、機関が統合電気推進となったことで、インドは排水量などの仕様の近いクイーン・エリザベス級CATOBAR型をベースにヴィシャルを建造するため、英国と交渉を行った。イギリスとの空母交渉は過去にも行われ、先代ヴィクラント、ヴィラートがインドへ輸出されている。
2021年4月、インド海軍は原子力潜水艦と通常動力潜水艦の配備を優先することから、ヴィシャルを3隻目ではなく、運用中のヴィクラマーディティヤの後継として建造することを決定した。
2022年12月、インド海軍参謀総長のラダクリシュナン・ハリ・クマール提督は、就役したヴィクラントに非常に満足しているため、IAC-2建造を保留し、代わりにヴィクラントの再建造を検討していると語った。

## IAC-3
2023年開催のエアロインディア2023にて、インド海軍は技術開発や造船所設備更新等の更なる投資と時間の必要なCATOBAR空母ではなく、IAC-1の再発注を決定したことを発表。IAC-2はヴィクラント級2番艦となった。すでに海軍側からの発注手続きは完了し、政府の承認が済めば、1年程度の準備期間を経て起工するとしている。
当初IAC-2と呼ばれていた空母建造計画は、国産3隻目にあたるIAC-3へと先延ばしされ、さらなる研究が続けられる。